# Treron floris
Treron floris là một loài chim trong họ Columbidae.